# Hrobce
Hrobce är en ort i Tjeckien.   Den ligger i regionen Ústí nad Labem, i den nordvästra delen av landet, 40 km norr om huvudstaden Prag. Hrobce ligger 155 meter över havet och antalet invånare är 519.
Terrängen runt Hrobce är huvudsakligen platt, men norrut är den kuperad. Runt Hrobce är det tätbefolkat, med 297 invånare per kvadratkilometer. Närmaste större samhälle är Roudnice nad Labem, 4,7 km sydost om Hrobce. Trakten runt Hrobce består till största delen av jordbruksmark.